# Pybba av Mercia
Pybba av Mercia, född omkring 570, död 606 eller 615, var kung av Mercia. Han var son till Creoda och far till Penda.
Uppgifterna om Pybba är oklara. Han sägs ha fötts år 570, blivit kung år 593 och dött antingen 606 eller 615, men det finns inga bevis. Anglosaxiska krönikan nämner honom bara som far till Penda.